# Приозёрный (Ставропольский край)
Приозёрный — посёлок в Шпаковском муниципальном округе Ставропольского края России.

## География
Посёлок Приозёрный расположен на западной окраине Шпаковского района в верховьях Егорлыкского водохранилища и западнее Сенгилеевского водохранилища (создано в 1950-х на месте одноимённого озера). Рядом с посёлком, на левом берегу реки Егорлык, находятся сооружения Сенгилеевской ГЭС (введена в эксплуатацию в 1953 году).
Расстояние до краевого центра: 25 км. Расстояние до районного центра: 32 км. Ближайшие населённые пункты: село Сенгилеевское, хутор Садовый.
Территория посёлка вытянута с севера на юг. Рельеф ровный, с небольшим уклоном в сторону водохранилища. Почвообразующие породы: средние и лёгкие суглинки с включением щебня. Водные объекты в границах посёлка представлены прудами и ручьями.
Посёлок Приозёрный входит в IV агроклиматическую зону Ставропольского края, характеризующуюся неустойчивым влажным климатом. Среднегодовое количество осадков: 597 мм. Господствующие ветры: западные и восточные. Сейсмичность: 7 баллов.

## История
Решением исполкома Михайловского районного совета от 25 апреля 1959 года посёлок Сенгилеевской ГЭС, Сенгилеевского сельсовета, переименован в посёлок Приозерный.
В связи с упразднением в 1963 году Михайловского района Приозёрный вместе с другими населёнными пунктами Сенгилеевского сельсовета передан в состав Шпаковского района Ставропольского края:27.
В 1951 году в посёлке построен Дом культуры с библиотекой.
В 1965 году из города Ставрополя в посёлок Приозёрный переведён Сенгилеевский рыбхоз (до 27 сентября 1965 — Ставропольский рыбхоз Ставропольского краевого рыбопромышленного треста). Хозяйство занималось выращиванием, добычей и реализацией товарной рыбы, а также воспроизводством рыбных запасов. В 1974 году реорганизовано в Новомарьевский рыбхоз и переведено в станицу Новомарьевскую.
Согласно данным на 1 января 1983 года, Приозёрный по-прежнему числился в составе Сенгилеевского сельсовета:28. На карте Генштаба ВС СССР 1985 года издания для посёлка указана численность населения около 420 человек.
В 1996—2020 годах посёлок Приозёрный входил в упразднённый Сенгилеевский сельсовет.

## Население
| 1989 | 2002 | 2010 | 2013 | 2014 |
| ---- | ---- | ---- | ---- | ---- |
| 396  | ↘382 | ↗433 | →433 | ↘400 |

По данным переписи 2002 года, 90 % населения — русские.
Согласно сведениям администрации Сенгилеевского сельсовета, население посёлка на 2011 год составляло 436 человек. Из них трудоспособного населения — 198 человек (45,4 %), пенсионного возраста — 160 (36,7 %), детей (дошкольного и школьного возраста) — 78 (17,9 %). В 2015 году в Приозёрном насчитывалось 506 человек, в 2018-м — 550 человек.

## Застройка и инфраструктура
Жилая застройка представлена одноэтажными жилыми домами с приусадебными участками и блокированными домами. В капитальных зданиях размещаются:
- детский сад № 13 (17 мест)[1][25],
- библиотека-филиал № 9[26],
- отделение почтовой связи (индекс 356206)[27],
- фельдшерско-акушерский пункт[28],
- магазины и другие объекты культурно-бытового обслуживания[1].

Посёлок газифицирован, электрифицирован и телефонизирован. Водоснабжение осуществляется из Невинномысского канала от напорного бассейна Сенгилеевской ГЭС.